# Orange Blossom Special
Orange Blossom Special è il tredicesimo album in studio del cantante country Johnny Cash pubblicato dall'etichetta Columbia Records nel 1965.

## Il disco
L'album contiene tre cover di brani di Bob Dylan. Cash era amico di Dylan e collaborò con lui in svariate occasioni, incluse le cosiddette "Nashville sessions", un gruppo di canzoni inedite registrate dai due musicisti all'inizio del 1969, mentre Dylan stava lavorando al suo album Nashville Skyline. In seguito Bob Dylan sarebbe anche stato il primo ospite d'onore ad apparire al The Johnny Cash Show, nel 1969. It Ain't Me Babe è un duetto di Cash con la futura moglie, June Carter, come anche When It's Springtime in Alaska. L'album contiene anche una cover del brano Wildwood Flower di Mother Maybelle Carter, e l'antica ballata popolare Danny Boy.

## Tracce
1. Orange Blossom Special (Ervin T. Rouse) – 3:06
2. Long Black Veil (Marijohn Wilkin, Danny Dill) – 3:06
3. It Ain't Me Babe (Bob Dylan) – 3:03
4. The Wall (Harlan Howard) – 2:09
5. Don't Think Twice, It's All Right (Dylan) – 2:56
6. You Wild Colorado (Cash) – 1:45
7. Mama, You've Been on My Mind (Dylan) – 3:02
8. When It's Springtime in Alaska (Tillman Franks) – 2:36
9. All of God's Children Ain't Free (Cash) – 2:11
10. Danny Boy (Frederick Weatherly) – 5:08
11. Wildwood Flower (A.P. Carter) – 2:10
12. Amen (Jester Hairston) – 2:05

### Bonus track ristampa 2002
1. Engine 143 (anonimo/A.P. Carter) – 3:31
2. (I'm Proud) The Baby is Mine (Cash) – 2:30
3. Mama, You've Been on My Mind (Dylan) – 2:54

## Musicisti
- Johnny Cash - Voce, chitarra
- June Carter - Voce
- Luther Perkins, Norman Blake, Ray Edenton - Chitarra
- Marshall Grant - Basso
- W.S. Holland - Batteria
- Bill Pursell - Pianoforte
- Charlie McCoy - Armonica
- Bill McElhiney, Karl Garvin - Tromba
- Boots Randolph - Sassofono